# Минестіря-Ретешть
Минестіря-Ретешть, Минестіря-Ретешті (рум. Mânăstirea Rătești) — село у повіті Бузеу в Румунії. Входить до складу комуни Берка.
Село розташоване на відстані 105 км на північний схід від Бухареста, 22 км на північний захід від Бузеу, 109 км на захід від Галаца, 88 км на південний схід від Брашова.

## Населення
За даними перепису населення 2002 року у селі проживали 148 осіб, усі — румуни. Усі жителі села рідною мовою назвали румунську.